# Molophilus (Molophilus) antares
Molophilus (Molophilus) antares is een tweevleugelige uit de familie steltmuggen (Limoniidae). De soort komt voor in het Palearctisch gebied.